# Cantão de Negros
A Cantão da Ilha de Negros (em castelhano:  Cantón de la Isla de Negros;  em inglês:  Negros-Island Canton) foi uma entidade revolucionária de curta duração, e mais tarde, uma divisão administrativa que existiu sob a soberania filipina e depois estadunidense. Recebeu esta denominação em decorrência da Ilha de Negros.

## Líderes republicanos
Os líderes da cantão efêmera foram:
| Aniceto Lacson (5 de novembro de 1898 - 27 de novembro de 1898) 5 de novembro de 1898 - 22 de julho de 1899   | (Presidente em Negros Occidental somente até 27 de novembro de 1898) Presidente |
| Demetrio Larena (24 de novembro de 1898 - 27 de novembro de 1898) 5 de novembro de 1898 - 22 de julho de 1899 | (Presidente em Negros Oriental unicamente) Vice-Presidente                      |
| José Luzuriaga 22 de julho de 1899 - 6 de novembro de 1899                                                    | Presidente da Câmara dos Deputados                                              |
| Eusebio Luzurriaga                                                                                            | Secretário do Tesouro                                                           |
| Simeon Lizares                                                                                                | Secretário do Interior                                                          |
| Nicolas Golez                                                                                                 | Secretário de Obras Públicas                                                    |
| Agustin Amenablar                                                                                             | Secretário de Agricultura e Comércio                                            |
| Juan Araneta                                                                                                  | Secretário da Guerra                                                            |
| Antonio Ledesma Jayme 24 de julho de 1854 - 9 de outubro de 1937                                              | Secretário de Justiça                                                           |
| Melecio Severino 6 de novembro de 1899 - 30 de abril de 1901                                                  | Governador-Geral das Províncias                                                 |